# ニューヨーク州出身の人物一覧
この一覧はニューヨーク州出身の著名人についての記事を姓の50音順に配列したものである。
| 目次 | 目次 | 目次 | 目次 | 目次 | 目次 | 目次 | 目次 | 目次 | 目次 | 目次 |
| ---- | ---- | ---- | ---- | ---- | ---- | ---- | ---- | ---- | ---- | ---- |
| わ   | ら   | や   | ま   | は   |      | な   | た   | さ   | か   | あ   |
|      | り   |      | み   | ひ   |      | に   | ち   | し   | き   | い   |
| を   | る   | ゆ   | む   | ふ   |      | ぬ   | つ   | す   | く   | う   |
|      | れ   |      | め   | へ   |      | ね   | て   | せ   | け   | え   |
| ん   | ろ   | よ   | も   | ほ   |      | の   | と   | そ   | こ   | お   |

## あ行

### あ
- ワシントン・アーヴィング - 作家
- リチャード・アヴェドン - 写真家
- ロザンナ・アークエット - 女優
- ダイアン・アーバス - 写真家
- ジュリアス・アービング - バスケットボール選手
- リチャード・アクセル - 医学博士
- ロバート・アクセルロッド - 声優・俳優
- アシャンティ - 歌手
- ブーマー・アサイアソン - アメリカンフットボール選手
- ジェフディ・アシュマン - 宗教リーダー
- ケン・アスプロモンテ - 野球選手
- ジョン・アッシュベリー - 詩人
- カーマイン・アピス - ミュージシャン
- アラン・アルダ - 俳優
- ケネス・アロー - 経済学者
- ダーレン・アロノフスキー - 映画監督
- ビアンキ・アンソニー - 政治家

### い
- ジョージ・イーストマン - イーストマン・コダック社創設者
- ラウル・イバニェス - 野球選手
- ロバート・グリーン・インガーソル - 弁護士
- マイケル・インペリオリ[1] - 俳優

### う
- ウィリアム・A・ウィーラー - 第19代アメリカ合衆国副大統領
- ゴア・ヴィダル - 作家
- ルー・ウィテカー - 野球選手
- チャーリー・ヴィラヌエヴァ - バスケットボール選手
- デジ・ウィルソン - 野球選手
- フランク・ウィルチェック - 物理学者
- マット・ウインタース - 野球選手
- カール・ウーズ - 微生物学者
- ジョージ・ウェスティングハウス - 技術者・実業家
- メイ・ウエスト - 女優
- アレクサンダー・S・ウェブ - 軍人
- ミッキー・ウェルチ - 野球選手 (アメリカ野球殿堂表彰者)
- ジョン・ヴォイト - 俳優
- メアリー・エドワーズ・ウォーカー - 軍医
- ファッツ・ウォーラー - ピアニスト
- ロバート・ヴォーン - 俳優
- M・エメット・ウォルシュ - 俳優
- 宇多田ヒカル - 歌手

### え
- エミリオ・エステベス - 俳優
- エリック・エストラーダ - 俳優
- ガートルード・エリオン - 生化学者、薬理学者
- ジェニファー・エスポジート - 女優
- ジョニー・エバース - 野球選手 (アメリカ野球殿堂表彰者)
- ノーラ・エフロン - 映画監督・脚本家
- マイケル・エメリック - 文学者・翻訳家
- ノア・エメリッヒ - 俳優
- ケリー・フォン・エリック - プロレスラー

### お
- ラマー・オドム - バスケットボール選手
- ジャクリーン・ケネディ・オナシス - ファーストレディ
- ウォルター・オマリー - 球団経営者・弁護士 (アメリカ野球殿堂表彰者)
- ビル・オライリー - キャスター
- ジョン・オリヴァ - ミュージシャン

## か行

### か
- ケニー・カークランド - ミュージシャン
- グレン・カーチス - カーチス・エアロプレーン&モーター社の創業者
- アレクサンダー・カートライト - 野球のルールを確立したとされる。(アメリカ野球殿堂表彰者)
- アート・カーニー - 俳優、コメディアン
- ジョン・カーペンター - 映画監督
- ロジャー・C・カーメル - 俳優
- エリック・カール - 絵本作家
- スティーヴ・ガッド - ミュージシャン
- アダム・カバット - 日本文学研究者
- セイン・カミュ - タレント
- メアリー・カルヴィ - ニュースキャスター
- キーラン・カルキン - 俳優
- マコーレー・カルキン - 俳優

### き
- ダニエル・キイス - 作家
- ロバート・キッパス - 水泳監督[2]
- デボラ・ギブソン - 歌手・女優
- ドナル・ギブソン - 俳優
- メル・ギブソン - 俳優
- ベン・ギャザラ - 俳優
- マライア・キャリー - 歌手
- ヴィンセント・ギャロ - ミュージシャン
- キャブ・キャロウェイ - 歌手
- ジョーン・キューザック - 女優
- スタンリー・キューブリック - 映画監督
- ウィリー・キーラー - 野球選手 (アメリカ野球殿堂表彰者)
- ラリー・キング - キャスター

### く
- リチャード・グード - ピアニスト
- エリオット・グールド - 俳優
- モートン・グールド - 作曲家・ピアニスト
- スコット・クールボー - 野球選手
- マリオ・クオモ - 政治家
- カリン・クサマ - 映画監督
- スティーブン・クック - 数学者
- バーバラ・グッドソン - 声優
- アラン・グリーンスパン - 経済学者、連邦準備制度理事会議長（1987年-2006年）
- バド・グリーンスパン - 映画監督
- ハンク・グリーンバーグ - 野球選手 (アメリカ野球殿堂表彰者)
- ビリー・クリスタル - 俳優
- ウィリアム・クリスティ - チェンバロ奏者
- チャールズ・トムリンソン・グリフス - 作曲家
- メラニー・グリフィス - 女優
- ジョージ・クリントン - 軍人、第4代アメリカ合衆国副大統領
- トム・クルーズ[3] - 俳優
- マーク・クルーン - 野球選手
- トファー・グレイス - 俳優
- ビル・クレム - MLB審判 (アメリカ野球殿堂表彰者)
- レズリー・グローヴス - 軍人
- ロブ・グロンコウスキー - アメリカンフットボール選手

### け
- ダニー・ケイ - 俳優
- ライマン・ゲイジ - 政治家
- ミッチ・ケイパー - 実業家
- エディ・ケイヒル - 俳優
- ジョージ・ワシントン・ゲーソルズ - 軍人・技術者
- チャールズ・ケーディス - 官僚・軍人・弁護士
- トム・ケニー - 声優
- サラ・ミシェル・ゲラー - 女優
- エルズワース・ケリー - 画家
- キング・ケリー - 野球選手 (アメリカ野球殿堂表彰者)
- ルー・ゲーリッグ - 野球選手 (アメリカ野球殿堂表彰者)
- ビタス・ゲルレイティス - テニス選手
- ジョン・ハーヴェイ・ケロッグ - 医師、コーンフレークの発明者

### こ
- ジョージ・コーテルユー - 政治家
- サンディー・コーファックス - 野球選手 (アメリカ野球殿堂表彰者)
- タウンゼンド・コールマ - 声優
- エド・コッチ - 政治家
- ウイリアム・ゴッドリーブ - 写真家
- ソフィア・コッポラ - 映画監督、俳優、デザイナー
- ジェニファー・コネリー - 俳優
- ショーン・コムズ - プロデューサー、ミュージシャン
- フランク・コラチ - 映画監督
- アイリーン・コリンズ - 宇宙飛行士
- エディ・コリンズ - 野球選手 (アメリカ野球殿堂表彰者)
- ジミー・コリンズ - 野球選手 (アメリカ野球殿堂表彰者)
- ケヴィン・コンロイ - 俳優・声優

## さ行

### さ
- B・J・サーホフ - 野球選手
- ワイリー・サイファー - 文化史家
- ウィリアム・サドラー - 俳優
- ジョー・サトリアーニ - ミュージシャン
- テリー・サバラス - 俳優
- デニス・サファテ - 野球選手
- ジーン・サラゼン - プロゴルファー
- バーニー・サンダース - 政治家
- ジョニー・サンダース - ミュージシャン
- ケビン・サンダーソン - DJ
- アダム・サンドラー - 俳優

### し
- アーキー・シアンフロッコ - 野球選手
- アリー・シーディ - 女優
- チャーリー・シーン - 俳優
- ビリー・シーン - ミュージシャン
- ジェイ・Z - 歌手・音楽プロデューサー
- ロバート・ジェイガー - 作曲家
- ドルフ・シェイズ - バスケットボール選手
- クリス・ジェリコ - ミュージシャン・俳優・プロレスラー
- ウィリアム・ジェームズ - 哲学者
- ヘンリー・ジェームズ - 小説家。ウィリアム・ジェームズの弟
- マイク・ジェームス - バスケットボール選手
- リック・ジェームス - ミュージシャン
- フィリップ・シェリダン - 軍人
- リッチー・シェーン - 野球選手
- ニック・ジトー - 調教師
- ジェームズ・S・シャーマン - 第27代アメリカ合衆国副大統領
- タリア・シャイア - 女優
- カリーム・アブドゥル＝ジャバー - バスケットボール選手
- ザブ・ジュダー - プロボクサー
- ブルース・シュナイアー - 暗号研究者
- ルドルフ・ジュリアーニ - 政治家
- ビリー・ジョエル - ミュージシャン
- マイケル・ジョーダン - バスケットボール選手
- ファット・ジョー - 音楽プロデューサー
- ビヴァリー・シルズ - 歌手
- ブランドン・シルベストリー - プロレスラー
- ケン・シングルトン - 野球選手
- ステファニー・ジンバリスト - 女優

### す
- アマンダ・スウィステン - 女優・モデル
- ブライアン・スウィーニー - 野球選手
- ヴィンセント・スキャヴェリ - 俳優
- キャンベル・スコット - 俳優
- ロッド・スタイガー - 俳優
- シルヴェスター・スタローン - 映画俳優
- スティーヴ・スティーヴンス - ミュージシャン
- モーリン・ステイプルトン - 女優
- リッキー・スティムボート - プロレスラー
- バーブラ・ストライサンド - 女優
- ピーター・ストラウス - 俳優
- ジョージ・テンプルトン・ストロング - 作曲家、画家
- ウォーレン・スパーン - 野球選手 (アメリカ野球殿堂表彰者)
- フィル・スペクター - 音楽プロデューサー
- ジョン・カンフィールド・スペンサー - 政治家
- ヘレン・スレイター - 女優、歌手

### せ
- ニール・セダカ - シンガーソングライター
- ピート・セネルシア - プロレスラー
- モーリス・センダック - 絵本作家

## た行

### た
- マイク・タイソン - プロボクサー
- ロバート・ダウニー・Jr - 俳優
- カーク・ダグラス - 俳優
- フレッド・タタショア - 声優
- ポール・タトル・シニア - オレンジ・カウンティ・チョッパーズのCEO
- アンドリュー・タネンバウム - コンピューター科学者
- トニー・タラスコ - 野球選手

### ち
- ロバート・W・チェンバース - 作家
- フランシス・チャーチ - ジャーナリスト
- ストッカード・チャニング - 女優
- テッド・チャン - 作家

### つ
- 月山和香 - プロレスラー (育ちは東京都)

### て
- リチャード・ティー - ミュージシャン
- ハワード・ディーン - 政治家
- サミー・デイヴィスJr. - 歌手・俳優
- ジョージ・デイヴィス (内野手) - 野球選手 (アメリカ野球殿堂表彰者)
- ウィリアム・ディヴェイン - 俳優
- アイク・ディオグ - バスケットボール選手
- ジョン・オールデン・ディクス - 政治家
- クリス・ディマルコ - プロゴルファー
- マイケル・ディミューロ - 野球審判員
- メル・テイラー -ザ・ベンチャーズのドラマー
- ドロシー・ディレイ - バイオリニスト
- ケヴィン・ディロン - 俳優
- マット・ディロン - 俳優
- クレア・デインズ - 女優
- マーティン・デニー - ミュージシャン
- パティ・デューク - 女優
- ジミー・デュランテ - 俳優

### と
- デイヴィッド・ドゥカヴニー - 俳優
- スタンリー・トゥッチ - 俳優
- ソジャーナ・トゥルース - 奴隷解放活動家
- ロザリオ・ドーソン - 女優
- ジョー・トーリ - 野球選手・監督
- マーヴィン・トケイヤー - ユダヤ教宗教的指導者
- マイケル富岡 - タレント
- ドナルド・トランプ - 不動産王として知られる大富豪
- ベンジャミン・トレイシー - 政治家
- ダニエル・トンプキンズ - 第6代アメリカ合衆国副大統領
- スミス・トンプソン - 政治家

## な行

### な
- キャンディス・ナイト - ミュージシャン

### に
- クリストファー・ニコースキー - 野球選手
- ロバート・デ・ニーロ - 俳優

### ぬ
- アイクぬわら - お笑いタレント

### の
- ジョン・ノースロップ - 生化学者
- メーベル・ノーマンド - 女優
- ノトーリアス・B.I.G. - ミュージシャン

## は行

### は
- アーロン・バー　- 政治家
- リチャード・バーガー - タレント
- エレン・バーキン - 女優
- ザンダー・バークレー - 俳優
- デビッド・バーコウィッツ - 連続殺人者。ニューヨーク州で懲役365年の刑に服役している人物
- オーレル・ハーシュハイザー - 野球選手
- ジョナサン・ハースト - 野球選手
- ジム・パーマー - 野球選手 (アメリカ野球殿堂表彰者)
- ロン・パールマン - 俳優
- ピーター・ハイアムズ - 映画監督
- フランク・バイオーラ - 野球選手
- ジョーン・バエズ - 歌手
- オール・ダーティー・バスタード - ミュージシャン
- ジョン・パセラ - 野球選手
- ジョージ・パタキ - 政治家
- アル・パチーノ - 俳優
- ジム・バビエリ - 野球選手
- フェリシティ・ハフマン - 女優
- ローレン・バコール - 女優
- シャーリー・ブース - 女優
- アーマンド・ハマー - 大富豪、美術品コレクター
- クリスティーン・バランスキー - 俳優
- タウンゼント・ハリス – 外交官
- ダニエル・ハリス - 女優
- チェーピン・A・ハリス - 歯学者
- バッキー・ハリス - 野球選手 (アメリカ野球殿堂表彰者)
- ウィリアム・アヴェレル・ハリマン - 政治家
- デイヴィッド・ハルバースタム - ジャーナリスト
- ウィリアム・ハルバート - 球団経営者・ナショナルリーグ第2代目会長 (アメリカ野球殿堂表彰者)
- ティム・パワーズ - 作家
- ハワード・ブルーム - 作家

### ひ
- クレイグ・ビジオ - 野球選手
- トミー・ヒルフィガー - ファッションデザイナー
- サラ・ヒューズ - フィギュアスケート選手
- チャールズ・エヴァンズ・ヒューズ - 政治家
- ディーボン・ヒューズ - プロレスラー
- マーティン・ヴァン・ビューレン - 第8代アメリカ合衆国大統領

### ふ
- リチャード・P・ファインマン - 物理学者
- ハーヴェイ・ファイアスタイン - 俳優
- メキ・ファイファー - 俳優
- ウィリアム・フィクナー - 俳優
- ミラード・フィルモア - 第13代アメリカ合衆国大統領
- ドナルド・P・ブース - 軍人
- ダグラス・フェアバンクスJr. - 俳優
- チャールズ・フェアチャイルド - 政治家
- ピーター・フェルナンデス - 声優・ヴォイス・ディレクター
- ピーター・フォーク - 俳優
- ウィリアム・フォーサイス - バレエダンサー、振付家
- ホワイティ・フォード - 野球選手 (アメリカ野球殿堂表彰者)
- ミック・フォーリー - プロレスラー・作家
- ジョージャ・フォックス - 女優
- ジェイムズ・フォレスタル - 政治家
- ピーター・フォンダ - 俳優
- スティーヴ・ブシェミ - 俳優
- バーバラ・ブッシュ - ファーストレディ
- メアリー・J・ブライジ - ミュージシャン
- リチャード・フライシャー - 映画監督
- ジェームス・J・ブラドック - ボクサー
- リサ・M・フランケッティ - 第33代アメリカ海軍作戦部長
- ジョン・フランケンハイマー - 映画監督
- ジョン・フランコ - 野球選手
- エルトン・ブランド - バスケットボール選手
- フランキー・フリッシュ - 野球選手 (アメリカ野球殿堂表彰者)
- シャノン・ブリッグス - プロレスラー
- ジェリー・ブルックス - 野球選手
- ビル・プルマン - 俳優
- ジェームズ・ブレーク - テニス選手
- ウィリー・フレーザー - 野球選手
- エドワード・プレスコット - 経済学者
- マーティン・ブレスト - 映画監督
- ロバート・フロイド - 情報工学者
- ダン・ブローザース - 野球選手 (アメリカ野球殿堂表彰者)
- ローレンス・ブロック - 作家

### へ
- ディラン・ベイカー - 俳優
- ポール・ヘイマン - プロレス・プロモーター
- アレックス・ヘイリー - 作家
- スーザン・ヘイワード - 女優
- ウォルター・ヘーゲン - プロゴルファー
- ハリー・ハモンド・ヘス - 海洋地質学者・海洋科学者
- トニー・ベネット - 歌手
- ジョー・ペピトーン - 野球選手
- ロニー・ベリアード - 野球選手
- ハロルド・ペリノー・Jr - 俳優
- ランス・ヘンリクセン - 俳優
- ビリー・ヘリントン - ポルノ男優

### ほ
- ウォルト・ホイットマン - 詩人
- ウェイト・ホイト - 野球選手 (アメリカ野球殿堂表彰者)
- クララ・ボウ - 女優
- リディック・ボウ - プロボクサー
- ジェフ・ホーキンス - 実業家
- マイク・ポートノイ - ミュージシャン
- ジム・ホール - ミュージシャン
- メル・ホール - 野球選手
- フレデリック・ポール - 作家
- ジェイムズ・ポールディング - 政治家
- アレック・ボールドウィン - 俳優
- ウィリアム・ボールドウィン - 俳優
- スティーヴン・ボールドウィン - 俳優
- ティム・ボガート - ミュージシャン
- ピーター・ボグダノヴィッチ - 映画監督
- エドワード・D・ホック - 作家
- ボビー・ボニーヤ - 野球選手
- リチャード・ホフスタッター - 政治史家
- フィリップ・シーモア・ホフマン - 俳優
- ライマン・フランク・ボーム - 児童文学作家
- ピーター・ポラコ - プロレスラー
- デヴィッド・ボレアナズ - 俳優
- ディーコン・ホワイト - 野球選手

## ま行

### ま
- リー・マーヴィン - 俳優
- デイヴィッド・マークソン - 作家
- ゲイリー・マーシャル - 映画監督
- オスニエル・チャールズ・マーシュ - 古生物学者
- エリック・マーティン - ミュージシャン
- エディ・マーフィ - 俳優
- サナンダ・マイトレイヤ - ミュージシャン
- マイク・マイニエリ - ヴィブラフォン奏者
- ジョン・マクティアナン - 映画監督
- メアリー・マクドネル - 女優
- ビッド・マクフィー - 野球選手 (アメリカ野球殿堂表彰者)
- ドン・マクリーン - シンガーソングライター
- ジョン・マグロー - 野球選手 (アメリカ野球殿堂表彰者)
- アブラハム・マズロー - 心理学者
- ヘザー・マタラッツォ - 女優
- リンダ・マッカートニー - 写真家・料理研究家
- ホルト・マッキャラニー - 俳優[4]
- チャールズ・マッケラス - 指揮者
- ウォルター・マッソー - 俳優
- バリー・マニロウ - ミュージシャン
- ダニエル・マニング - 政治家
- アルフレッド・セイヤー・マハン - 軍人
- ジェームズ・マリタート - プロレスラー
- マルクス兄弟 - コメディ俳優
- ジュリアナ・マルグリーズ - 女優
- エドガー・マルティネス - 野球選手
- ウィリアム・マルドゥーン - 元プロレスラー
- ハンク・マン - 俳優、映画監督
- ジェームズ・マンゴールド - 映画監督・脚本家
- メリサ・マンチェスター - シンガーソングライター・女優

### み
- エリザベス・スミス・ミラー - 女性解放運動家
- シエナ・ミラー - 俳優
- ヘンリー・ミラー - 作家
- マット・ミラノ - アメリカンフットボール選手

### む
- ダグラス・ムーア - 作曲家
- 村尾三四郎 - 柔道家

### め
- デリック・メイ - 野球選手
- ロバート・メイプルソープ - 写真家
- ヴィクター・メトカーフ - 政治家
- ヘレン・メリル - 歌手
- スティーヴン・メリロ - 作曲家
- イディナ・メンゼル - 女優・歌手

### も
- ブリジット・モイナハン - 女優
- ヘンリー・モーゲンソウ - 政治家
- ロバート・モーゲンソウ - 検事
- マイケル・モーラー - プロボクサー
- ビック・モロー - 俳優
- ジョン・モーガン - 政治家
- ルイス・ヘンリー・モーガン - 民族学者
- セイジ・モトヤマ - 作曲家・編曲家・音楽プロデューサー

## や行

### や
- カール・ヤストレムスキー - 野球選手 (アメリカ野球殿堂表彰者)
- エリック・ヤング - 野球選手

### よ
- エディ・ヨスト - 野球選手
- スカーレット・ヨハンソン - 女優

## ら行

### ら
- ジョージ・ライト (内野手) - 野球選手・監督 (アメリカ野球殿堂表彰者)
- ロブ・ライナー - 映画監督、俳優
- パット・ライリー - バスケットボール監督・球団運営責任者
- リチャード・ラウンドトゥリー - 俳優
- デヴィッド・O・ラッセル - 映画監督
- チャールズ・ラドボーン - 野球選手 (アメリカ野球殿堂表彰者)
- マイケル・ラパポート - 俳優
- トニー・ラルーサ - 野球監督
- グレッグ・ラロッカ - 野球選手
- マイケル・ランドン - 映画監督・脚本家・俳優

### り
- クリストファー・リーヴ - 俳優
- ルー・リード - ミュージシャン
- ハーバート・リーバーマン - 作家
- ダグ・リーマン - 映画監督
- ジョン・リスゴー - 俳優
- フィル・リズート - 野球選手 (アメリカ野球殿堂表彰者)
- ビンセント・リチャーズ - テニス選手
- バディ・リッチ - ミュージシャン
- ウォルター・リップマン - ジャーナリスト
- ロン・リフキン - 俳優

### る
- エレノア・ルーズベルト - ファーストレディ
- セオドア・ルーズベルト - 第26代アメリカ合衆国大統領
- フランクリン・ルーズベルト - 第32代アメリカ合衆国大統領
- ロバート・ルービン - 銀行家

### れ
- キム・レイヴァー - 女優
- ヴェロニカ・レイク - 女優
- リッキー・レイク - 女優
- クリスチャン・レイトナー - バスケットボール選手
- ダイアン・レイン - 女優

### ろ
- ミッキー・ローク - 俳優
- クリスタナ・ローケン - 女優
- アーウィン・ローズ - 生物学者
- ジム・ローゼンフィールド - ニュースキャスター
- シンディ・ローパー - 歌手
- リンジー・ローハン - 歌手、女優
- ラルフ・ローレン - ファッションデザイナー
- ヴィトー・ログラッソ - プロレスラー
- ナイル・ロジャース - 音楽プロデューサー
- ピート・ロック - 音楽プロデューサー
- ウィンスロップ・ロックフェラー - 実業家
- ジョン・ロックフェラー - 実業家
- エミー・ロッサム - 女優
- ポール・ロデューカ - 野球選手
- アレックス・ロドリゲス - 野球選手
- スーズ・ロトロ - ボブ・ディランの元恋人
- ジョン・ロバーツ - 弁護士、判事
- ハワード・ロビンソン (労働運動家) - 労働運動家
- ジェニファー・ロペス - 歌手、女優
- ルイス・ロペス (1973年生の内野手) - 野球選手
- ルイス・ロペス (1964年生の内野手) - 野球選手
- マイケル・ロメオ - ミュージシャン
- ジョージ・A・ロメロ - 映画監督
- マーク・ロモナコ - プロレスラー
- ソニー・ロリンズ - サックス奏者
- ヴィンス・ロンバルディ - アメリカンフットボールコーチ

## わ行

### わ
- グローヴァー・ワシントン・ジュニア - サックス奏者
- ジェフリー・ワイガンド - ブラウン・アンド・ウィリアムソン(B&W)社の開発部門担当取締役。映画『インサイダー』のモデルとなった人物
- デンゼル・ワシントン - 俳優
- トーマス・J・ワトソン - IBM初代社長
- マラビーヤ・ワシントン - テニス選手
- アビー・ワンバック - 女子サッカー選手